# Hochzeit
Ne doit pas être confondu avec Die Hochzeit.
 (février 2020).
Albums de Subway to Sally
Bannkreis
(1997) Herzblut
(2001)
Hochzeit est le cinquième album studio du groupe de folk metal allemand Subway to Sally, sorti en mars 1999 chez BMG Ariola.

## Liste des titres
Toutes les paroles sont écrites par Bodenski, toute la musique est composée par Bodenski, David Pätsch, Eric Hecht, Ingo Hampf.
| 1.    | Böses Erwachen     | 3:46 |
| 2.    | Die Rose im Wasser | 4:27 |
| 3.    | Henkersbraut       | 5:05 |
| 4.    | Sabbat             | 5:21 |
| 5.    | Minne              | 3:01 |
| 6.    | Tag der Rache      | 4:03 |
| 7.    | Das Opfer          | 3:44 |
| 8.    | Ohne Liebe         | 4:22 |
| 9.    | Aufstand           | 5:18 |
| 10.   | Müde               | 5:12 |
| 44:19 |                    |      |

## Crédits
| - Ingo Hampf : guitare électrique, Luth Renaissance - Eric Fish : cornemuse, hautbois, chant, flûte - Bodenski, Michael Simon : guitare, vielle à roue, chant - Silvio "Sugar Ray" Runge : basse - David Pätsch : batterie, percussions - Frau Schmidt : violon, alto | - Production : Georg Kaleve, Ingo Hampf - Mastering : Ekkehard Strauhs, Thomas Heimann-Trosien - Mixage : Gerd Krüger - Ingénierie : Frank Babrikowski - Artwork (pochette, direction artistique) : Ronal Reinsberg - Photographie : Stefan Malzkorn |